# Eustratie moldvai fejedelem
Eustratie Dabija (a keresztneve előfordul Eustatie és Istrate alakban is), (? – 1665. szeptember 11.) Moldva fejedelme volt 1661 szeptembere és 1665-ös halála között.

## Élete
Régi családból származó moldvai bojár volt, Putna vidékéről. 1657-ben vornic (a nádori méltóság megfelelője) volt, majd 1661-ben uralkodóvá lett. Ő építtette a bârnovai Barnovschi kolostort.
Mivel a megelőző évtizedekben Moldvát a pénzügyi összeomlás fenyegette, Dabija arról nevezetes, hogy uralkodásának első évében újraindította Szucsávában a pénzverdét. A korábbi nagymértékű infláció a moldvai pénz keresletének csökkenését eredményezte, így az állam hamis pénzt veretett, főleg svéd és livóniai shillingeket és riksdalereket. A lengyel Titus Livius Boratini mester segítségével készült utánzatok általában elég gyengén sikerültek. Az uralkodása alatt vert egyedüli "rendes" pénz a șalăi (latin nyelvű forrásokban solidi) volt, a legkisebb pénzérme a piacon.
1663 és 1664-ben Eustratie Dabija csatlakozott a törökökhöz a Dunántúlra indított Habsburg-ellenes hadjárathoz.
Mihai Eminescu verset írt róla Umbra lui Istrate Dabija – Voievod (Istrate Dabija fejedelem árnyéka) címmel, amelyben egy ittas és joviális vezetőt mutat be, aki egy elszigetelt és bukolikus ország fölött uralkodik.

## Fordítás
- Ez a szócikk részben vagy egészben az Eustratie Dabija című angol Wikipédia-szócikk ezen változatának fordításán alapul.  Az eredeti cikk szerkesztőit annak laptörténete sorolja fel. Ez a jelzés csupán a megfogalmazás eredetét és a szerzői jogokat jelzi, nem szolgál a cikkben szereplő információk forrásmegjelöléseként.
- Ez a szócikk részben vagy egészben az Eustatie Dabija című román Wikipédia-szócikk ezen változatának fordításán alapul.  Az eredeti cikk szerkesztőit annak laptörténete sorolja fel. Ez a jelzés csupán a megfogalmazás eredetét és a szerzői jogokat jelzi, nem szolgál a cikkben szereplő információk forrásmegjelöléseként.

## Külső hivatkozások
- Eustratie Dabija és utódai által veretett hamispénzek